# Germán Garmendia
Germán Alejandro Garmendia Aranis (spanskt uttal: [xeɾˈman aleˈxandɾo ɣaɾˈmendja aˈɾanis]), mer känd efter sitt YouTube-namn HolaSoyGerman eller JuegaGerman är en chilensk spansktalande YouTuber, komiker, sångare och författare. Han har sammanlagt över 77 miljoner prenumeranter på sina tre kanaler. Hans kanal, HolaSoyGerman, är en av de mest prenumererade på hela Youtube. Hans bok, som heter "#Chupaelperro", kom ut i många olika affärer i Latinamerika och Spanien den 28 april 2016.